# Apanteles crocidolomiae
Apanteles crocidolomiae är en stekelart som beskrevs av S. Ahmad 1945. Apanteles crocidolomiae ingår i släktet Apanteles och familjen bracksteklar. Inga underarter finns listade i Catalogue of Life.